# Don Easterbrook
Don J. Easterbrook (29 de enero de 1935 (90 años), Sumas, Estado de Washington) es un geólogo y profesor emérito estadounidense, en la Universidad Western Washington. Afirma que el calentamiento global es causada principalmente por procesos naturales. Editó Evidence-Based Climate Science (Ciencia Climática Basada en Evidencia) (2011) un libro que sostiene que el aumento de las emisiones de CO2 no causan el cambio climático. Predijo temperaturas globales más bajas que las proyecciones del IPCC. Ha aparecido en el programa de la Headline News Glenn Beck y ha sido entrevistado por el New York Times. Otros miembros del Departamento de geología de la WWU, sin embargo, lo han criticado, y tratado de distanciarse de sus puntos de vista, después que Easterbrook testificara ante el Comité de Energía, Ambiente y Telecomunicaciones del Senado del Estado de Washington, de que el dióxido de carbono no causa ningún calentamiento global.

## Naturaleza cíclica de la Variabilidad Climática
Easterbrook pronunció un seminario en el Encuentro Anual 2006 de la Sociedad Geológica de Estados Unidos, donde argumentó:

Si los ciclos continúan como en el pasado, el ciclo de calentamiento actual debería terminar pronto y la Tº global debería enfriarse ligeramente hasta alrededor de 2035, a continuación, calentar aproximadamente 0,5 °C desde el ~ 2035 al ~ 2065, y enfriar ligeramente hasta 2100. El aumento total de calentamiento global para el siglo debería ser ~ 0,3 °C, en lugar del calentamiento catastrófico de 6,3 °C predicho por el IPCC"

Mientras el IPCC predice calentamiento global antropomórfico, Easterbrook (2001) predice tres décadas de enfriamiento debido a la Oscilación Decadal del Pacífico (PDO por su acrónimo en inglés) pasando de su fase cálida a fase fría.
Ha correlacionado esa PDO con los cambios climáticos en los últimos 500 años.
"El IPCC ha predicho un incremento global de la Tº de 0,6 °C hacia 2011 y de 1,2 °C hacia 2038, mientras Easterbrook (2001) predijo el comienzo de una fase de enfriamiento global desde 2007 (± 3 años) con un enfriamiento de cerca de 0,3–0,5 °C hacia 2040."
 Y ha presentado su estudio sobre "Fluctuaciones glaciares, cambio climático global, y cambios en Tº oceánicas." en la International Conference on Climate Change, NY, 2009. En un resumen de esa obra, Easterbrook escribió: 

"Estamos entrando en un ciclo solar de manchas solares muy reducidas, muy similar a la que acompañó el cambio del Período cálido medieval hacia la Pequeña Edad de Hielo, la que prácticamente todos los científicos están de acuerdo en que se debió a la variación solar. Por lo tanto, parece que presentan temperaturas más bajas como consecuencia de la reducción de la irradiación solar "

Las afirmaciones de Easterbrook han sido desmentidas por los datos sobre la temperatura de la Tierra en los últimos años.

## Algunas publicaciones
- Don J. Easterbrook (2011). Evidence-Based Climate Science, 1st ed. Elsevier. pp. 416. ISBN 978-0-12-385956-3. En Elsevier, En Google

- -----------------------. 2006. Interpretation of Landforms from Topographic Maps And Air Photographs Laboratory Manual. Con Dori Jann Kovanen. Ed. ilustrada de Waveland Press Inc. 193 pp. ISBN 1577664817, ISBN 9781577664819